# Phreatodrobia nugax
Phreatodrobia nugax är en snäckart som först beskrevs av Henry Augustus Pilsbry och James Henry Ferriss 1906.  Phreatodrobia nugax ingår i släktet Phreatodrobia och familjen tusensnäckor. IUCN kategoriserar arten globalt som otillräckligt studerad. Inga underarter finns listade i Catalogue of Life.